# Raoul F. Camus
Raoul François Camus (* 5. Dezember 1930 in Buffalo, New York) ist ein US-amerikanischer Musikwissenschaftler, Musikdirektor, Militärmusiker und emeritierter Musikprofessor.

## Leben
Camus war zunächst als Hornist tätig und verwaltete einen bedeutenden Musikverlag. Als Kapellmeister dirigierte er lange Zeit die Militärkapelle der 42nd Infantry Division, die auch als „Rainbow Division“ (Regenbogen-Division) bekannt ist. Seine Lehrberechtigung in Verbindung mit dem Titel Ph.D. erhielt er von der New York University. Danach unterrichtete er zunächst an sekundären Schulen Instrumentalmusik und lehrte dann als Professor für Musik am Queensborough Community College der City University of New York. Dort leitete er das symphonische Blasorchester, die sogenannte „Queens Symphonic Band“.
Er war Präsident der Sonneck Society (jetzt: Society for American Music – SAM) und ist in nationalen und internationalen Blasmusikgesellschaften tätig, darunter die College Band Directors National Association (CBDNA), die Association of Concert Bands (ACB), die International Military Music Society (IMMS), die World Association for Symphonic Bands and Ensembles (WASBE) und die Internationale Gesellschaft zur Erforschung und Förderung der Blasmusik (IGEB). Als Musikwissenschaftler ist er Mitglied der American Musicological Society (AMS) und hat sich auf amerikanische Musik spezialisiert.
Raoul Camus ist verheiratet mit der Musikpädagogin und Cellistin Amy Camus. Seine Tochter Renée ist vorwiegend als Autorin bekannt, sein Sohn Henry tourt mit seiner Schweizer Partnerin Gaby Schmutz als Comedy-Duo „Full House“.

## Publikationen
Camus verfasste über 40 Beiträge, darunter die Artikel „Blasorchester“ und „Militärmusik“, für das 1986 erschienene vierbändige Werk New Grove Dictionary of American Music sowie 14 Beiträge über nordamerikanische Bands und Komponisten für die 2001 erschienene 2. Ausgabe des New Grove Dictionary of Music and Musicians. Seine Anthologie von Blas- und Schlagzeugmusik erschien als zwölfter Band der G. K. Hall & Co.-Reihe Three Centuries of American Music.
Weitere bedeutende Werke:
- 1976: Military Music of the American Revolution, Chapel Hill (Nachdruck: Westerville, 1993)
- 1969: Military Music in the United States Army Before 1834, Ann Arbor
- Early American Wind and Percussion Music 1636-1836 (Mikrofiche-Index; 1989 veröffentlicht)

## Ehrungen und Auszeichnungen
- 2002: AWAPA Award, National Band Association (NBA)[3]
- 2003: Ehrenmitgliedschaft der Internationalen Gesellschaft zur Erforschung und Förderung der Blasmusik (IGEB)
- Ehrenmitgliedschaft der American Bandmasters Association (ABA)
- Ehrenmitgliedschaft der Company of Fifers and Drummers
- Ehrenmitgliedschaft der Academy of Wind and Percussion Arts
- 2006: Herbert L. & Jean Schultz Mentor Ideal Award, Association of Concert Band (ACB)